# Joseph Biggar
Joseph Gillis Biggar (vers 1828 - 19 février 1890), communément appelé Joe Biggar ou JG Biggar, est un homme politique nationaliste irlandais de Belfast. Il est député à la Chambre des communes du Royaume-Uni de Grande-Bretagne et d'Irlande en tant que membre de la Home Rule League et plus tard du Parti parlementaire irlandais pour Cavan de 1874 à 1885 et West Cavan de 1885 à sa mort en 1890.

## Origines
Il est le fils aîné de Joseph Bigger, marchand et président de la banque d'Ulster, et d'Isabella, fille de William Houston de Ballyearl, Antrim. Il fait ses études à l'Académie de Belfast et, entrant dans l'entreprise de marchand de provisions de son père, devient chef de l'entreprise en 1861 et la dirige jusqu'en 1880.
Son nom de famille est à l'origine orthographié Bigger, mais il change l'orthographe lors de la conversion et en reprenant sa carrière politique; ce qui cause une certaine confusion au sujet de son homonyme (également un nationaliste protestant de Belfast, et le cousin de Joseph Gillis) Francis Joseph Bigger . Il devient un riche marchand de provisions de Belfast et conseiller municipal. On pense qu'il s'est converti au catholicisme en 1875 par solidarité avec le nationalisme irlandais. Il manquait de prestance physique, étant un «petit bossu».

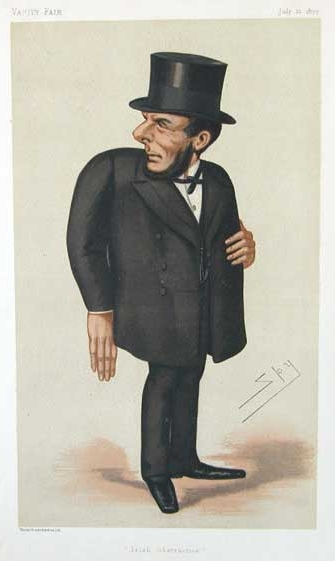
"Obstruction irlandaise" : caricature de Biggar par Spy (Leslie Ward) dans Vanity Fair, 21 juillet 1877.

À partir de 1869, il prend une part active à la politique locale à Belfast. En 1871, il est élu conseiller municipal et il est pendant plusieurs années président de la Belfast Water Commission.

## Conversion au catholicisme
Les parents de Biggar sont presbytériens, mais en 1877, il est officiellement reçu dans l'Église catholique romaine. On annonce que Biggar dit qu'il a pris la communion catholique pour « ennuyer sa sœur ». D'autres pensent qu'il s'est converti à l'église majoritaire d'Irlande « plus pour des motivations » patriotiques « que religieuse ».

## Obstructionnisme
Il est connu pour avoir introduit en 1874 une nouvelle forme plus agressive d'obstructionnisme à la Chambre des communes britannique. Cette nouvelle forme n'est pas seulement dirigée contre le gouvernement, mais contre l'institution parlementaire elle-même, et manque de la retenue traditionnelle exercée par les oppositions qui se rendent compte qu'elles pouvaient s'attendre à un traitement similaire lorsqu'elles accédaient au gouvernement. Cela consiste à prononcer de longs discours pour retarder l'adoption (également connue sous le nom d'obstruction systématique) des actes de coercition irlandais et pour entraver généralement les travaux de la Chambre pour forcer les libéraux et les conservateurs à négocier avec les nationalistes irlandais,. L'obstruction est combattue par le chef du Home Rule Party, Isaac Butt mais approuvée par la plupart des nationalistes irlandais.

## Fénianisme
Biggar sympathise avec le fénianisme mais considère que le recours à la force physique dans le républicanisme irlandais est irréaliste. Il rejoint l'Irish Republican Brotherhood après son élection au parlement en 1874 et accepte un siège à son Conseil suprême, mais « uniquement dans le but de gagner le soutien des féniens pour la politique parlementaire ». Cependant, son implication dans la politique constitutionnelle ne convient pas à ses collègues plus radicaux de l'IRB et il est expulsé du Conseil suprême en 1876 selon Alvin Jackson. Selon Theodore William Moody, il est expulsé en mars 1877 à l'expiration de l'ultimatum d'août 1876 du conseil suprême de la CISR à ses membres pour qu'ils cessent de s'impliquer dans le mouvement pour l'autonomie.
En mars 1879, lors d'une réunion organisée par Michael Davitt, Biggar et son collègue député Charles Stewart Parnell rencontrent à Boulogne John Devoy, le chef de ce qui est alors la principale organisation fénienne en Amérique, Clan na Gael. Devoy décrit un « nouveau départ » pour les Fenians. Ils abandonneraient les plans de révolte armée et soutiendraient la campagne pour le Home Rule irlandais, à condition que la Home Rule League soutienne la campagne des métayers contre les propriétaires.

## Guerre agraire
Biggar est co-trésorier nominal de l'exécutif de la Ligue nationale irlandaise de la terre depuis sa formation le 21 octobre 1879 et est inculpé le 2 novembre 1880, avec les autres dirigeants de la Ligue de la terre, de complot visant à empêcher le paiement du loyer, dans la guerre agraire.
Dans le cadre de la tentative de Parnell d'élargir le domaine de l'agitation de la réforme agraire tout en restant dans les limites constitutionnelles, Biggar est élu le 26 mars 1882 au comité exécutif de la nouvelle National Land League of Great Britain.

## Capitaine O'Shea
Au début de 1886, Parnell insiste pour nommer le capitaine O'Shea, le mari séparé de Katharine O'Shea avec qui il vit dans une relation familiale, comme candidat nationaliste pour Galway - une décision largement considérée comme une tentative d'acheter le silence d'O'Shea.
Le 9 février 1886, Parnell déclare aux électeurs de Galway que « si mon candidat est vaincu, la nouvelle se répandra dans l'univers qu'un désastre a submergé l'Irlande. Le monde dira : "Parnell est battu. L'Irlande n'a plus de leader". » Biggar se sépare de Parnell à ce sujet, déclarant « Monsieur le président, tout ce que j'ai à dire, c'est que je ne peux pas être d'accord avec ce que vous dites, et si M. Lynch [l'adversaire d'O'Shea] se rend aux urnes, je le soutiendrai ! » Malgré leurs différences, Biggar et Parnell conservent leur étroite alliance au cours des années suivantes. Biggar meurt d'une maladie cardiaque à Londres, quelques mois avant que le scandale O'Shea ne mette fin à la carrière de Parnell. Il et est enterré dans sa ville natale de Belfast.

## Johnston et le droit de vote des femmes
Après la défaite d'un projet de loi sur le statut des femmes en 1871, il y eut peu de débats au Parlement sur le vote des femmes jusqu'à la mort de Biggar en 1890. Mais Biggar assiste à des réunions à Belfast de la North of Ireland Women's Suffrage Society d'Isabella Tod. Il le fait aux côtés de William Johnston, le député unioniste, candidat de la "Protestant Workingmen's Association" de la ville et orangiste, qui, dans les années 90, relance la lutte législative pour le suffrage des femmes.